# لورين آدامز
لورين آدامز (بالإنجليزية: Lauren Adams)‏ هي ممثلة أمريكية، ولدت في 7 أغسطس 1982 في واشنطن العاصمة في الولايات المتحدة.

## أعمال

### مسلسلات
- كيمي شميت القوية

## وصلات خارجية
- لورين آدامز على موقع IMDb (الإنجليزية)
- لورين آدامز على موقع قاعدة بيانات الفيلم (الإنجليزية)